# Adam Jasiński
Adam Jasiński herbu Sas (ur. 24 grudnia 1812 w Dytiatynie, zm. 3 marca 1862 we Lwowie) – duchowny katolicki, święcenia kapłańskie przyjął w 1836 z rąk Samuela Cyryla Stefanowicza. Biskup przemyski (1860–1862). Sakrę biskupią otrzymał 23 września 1860. Pochowany na Cmentarzu Łyczakowskim we Lwowie.

## Życiorys
Syn ekonoma Jana i Apolonii Żurakowskiej. Teologię studiował na uniwersytecie we Lwowie. Następnie pełnił posługę wikariusza w Stryju i Lwowie. Wykładał na uniwersytecie we Lwowie i pełnił w tym mieście i w Stanisławowie posługę katechety. Jako biskup przemyski zreorganizował sieć dekanalną, sprzeciwiał się wykorzystywaniu ambony do celów pozaliturgicznych.
Pomnik na grobie hierarchy wyrzeźbił Paweł Eutele.